# دن مالوی
دن مالوی (انگلیسی: Dannel Patrick "Dan" Malloy؛ زادهٔ ۲۱ ژوئیهٔ ۱۹۵۵) یک سیاست‌مدار اهل ایالات متحده آمریکا است.
مالوی ۸۸مین فرماندار کنتیکت از حزب دموکرات ایالات متحده آمریکا است که در تاریخ ۵ ژانویه ۲۰۱۱ میلادی به عنوان فرماندار انتخاب شد و تا سال ۲۰۱۹ در این سمت باقی ماند.